# Ayako Hamada
Ayako Valentina Hamada Villarreal | 浜 田 文 子 | Ayako Hamada (14 de febrero de 1981) es una luchadora profesional de ascendencia japonesa y mexicana. Es principalmente conocida por haber ganado varios títulos notables en la lucha de las mujeres japonesas profesional, que incluye tanto el WWWA Campeonato Mundial Peso Pesado y AAAW Singles Championship en la década de 2000, al mismo tiempo de trabajo desde 2009 hasta 2010 para la promoción estadounidense Total Nonstop Action Wrestling, donde fue dos veces campeona del TNA Knockouts World Tag Team Championship. En 2017, hizo su regreso a la empresa Asistencia Asesoría y Administración ganando el Campeonato Reina de Reinas de AAA en Rey de Reyes. 
Es una luchadora de segunda generación, ya que su padre es Gran Hamada, Su hermana mayor, Xóchitl Hamada también es luchadora profesional.

## Lucha libre profesional de carrera

### Japón y México
Ayako Hamada, que nació y se crio en México, debutó a la edad de diecisiete años en contra de Candy Okutsu el 9 de agosto de 1998, para los japoneses ARSION promoción. Ella recibió un impulso inmediato y ganó su primer título, la Twinstar de los cinturones de etiquetas ARSION con Mika Akino, el 30 de junio de 1999, menos de un año después de su debut. Ella ganó la REINA de ARSION de Aja Kong el 3 de diciembre de 2000.
Después de dejar ARSION en 2001, ha ganado los títulos de numerosas mujeres en varias promociones japoneses y mexicanos, entre ellos el WWWA Campeonato Mundial Peso Pesado de la Momoe Nakanishi el 11 de mayo de 2003 y los solteros AAAW Campeonato de dinamita Kansai el 11 de enero de 2004, justo una semana después de que ella había perdido el título WWWA ante Amazing Kong. De 2005 a 2006 Hamada realizado en HUSTLE. Con los nombres arisin Z y Z Dokron, antes de convertirse en afiliados a la Kaoru Ito Dojo.
Hamada fue un habitual de AAA en México, la mayor parte de 2007 y 2008. El 30 de noviembre de 2007, ella y el Sr. Niebla participaron en la mezcla de cuatro direcciones lucha en parejas con Billy Boy y Faby Apache, Espinoza y La Diabólica y el Gran Apache por el vacante AAA Mundial Mixto Tag Team Championship. En noviembre de 2008, salió de la promoción de la escuela para unirse a la lucha libre con Martha Villalobos, donde trabajó como entrenador.

### Total Nonstop Action Wrestling (2009-2010)

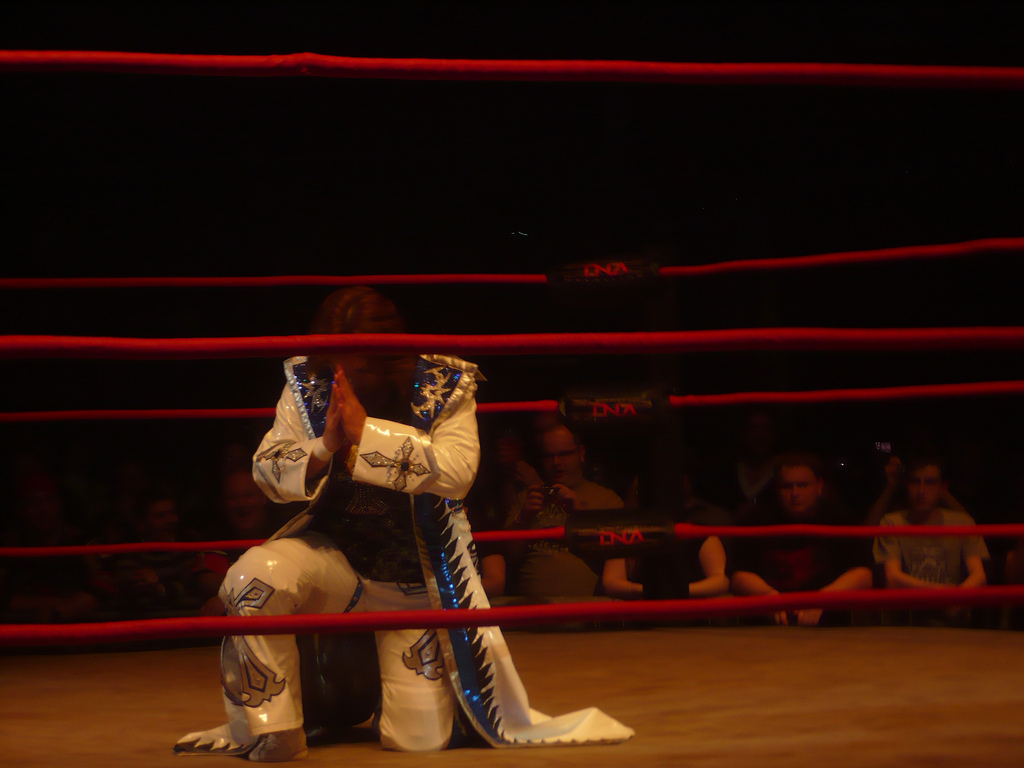
Hamada orando antes de su partido en el TNA

El 8 de abril de 2009, se anunció en una conferencia de prensa que el 19 de abril Ito mostrar el Dojo sería el último partido de Hamada en Japón ya que había firmado con Total Nonstop Action Wrestling. El 6 de agosto de 2009, Jeremy Borash anunció en su Twitter que Hamada sería a partir de la compañía después de la Hard Justice. En la edición del 27 de agostoImpact!, Hamada hizo su debut como Face (lucha libre) derrotando a Daffney en un No Disqualification match. A la semana siguiente en 'impact!' ella y Sojo Bolt fueron eliminadas en la primera ronda de Knockout Tag Team Championship por Tara. y Christy Hemme. El 24 de septiembre la edición de 'Impact!' fue atacada por Alissa Flash! al dar una entrevista. Flash procedió a lanzar Hamada por unas escaleras, lo que desató una disputa entre los dos. El 15 de octubre edición de 'Impact!' Hamada derrotó a Flash en un Falls Count Anywhere Match. El 19 de noviembre y 3 de diciembre de ediciones Impacto Hamada golpeo a Taylor Wilde y Sarita., por el Knockout Tag Team Champions, con el controlador de Hamada. El 10 de diciembre edición de Impact!, Hamada se le concedió una TNA Campeonato Mundial baleado por Kevin Nash, quien estaba a cargo de la noche. El campeón, Eric Young, afirmó que su grupo de luchadores extranjeros, llamado World Elite, había estado mirando a Hamada durante algún tiempo y que este sería su partido de apertura. Hamada  dominó el partido, Young fue capaz de retener su título tras cubrir a ella con sus pies en las cuerdas.
A la semana siguiente Hamada y su nuevo socio Awesome Kong derrotaron a Sarita y Wilde y a The Beautiful People(lucha libre) (Madison Rayne y Velvet Sky) en un partido de tres vías sin el título por equipos.
El 31 de diciembre edición de Impact! Hamada derrotó a Madison Rayne y Roxxi en su camino a la final del torneo de un contendiente #1, donde fue derrotada por ODB, después de pasar por una mesa sacada por Awesome Kong.
El lunes siguiente en el 'vivir' edición de tres horas de 'Impact!' Hamada y Kong derrotaron a Sarita y Wilde ganando el TNA Knockout Tag Team Championship.. El 1 de marzo Hamada equipo asociado con Awesome Kong fue puesto en libertad de TNA Wrestling, mientras que el equipo aún celebraba el haber ganado el 'TNA Knockout Tag Team Championship'. El 8 de marzo edición de la noche del lunes de 'Impact!' Hamada y kong fueron despojadas de los títulos después de que supuestamente no lo defiendieran en 30 días. Aunque, de hecho, el equipo defendió los títulos tan solo 21 días antes contra Velvet Sky y Madison Rayne.
Después de estar fuera de la televisión durante cuatro meses, Hamada regresó el 27 de julio a las grabaciones de la edición del 5 de agosto de Impact!, Haciendo equipo con Taylor Wilde para derrotar a The Beautiful People (Velvet Sky y Lacey Von Erich). Para ganar el TNA Tag Team Championship por segunda vez. En octubre de 2010 Hamada volvió a Japón y poco después solicitó su liberación de TNA. Al respecto declaró "Yo no fui despedida, Yo Misma pedi mi Liberación ", Después de meses de inactividad en TNA, se informó el 6 de diciembre que la promoción había acordado liberar a Hamada y abandonar su TNA Tag Team Championship.

### Shimmer Women Athletes (2009–2013)
El 8 de noviembre de 2009, Hamada hizo su debut bajo su nombre completo para todas las mujeres con base en Chicago promoción de lucha libre Shimmer Women Athletes, derrotando a Mercedes Martínez en un partido grabado para el volumen 27 y perdiendo contra Sara Del Rey en un partido grabado para Tomo 28. El 5 de febrero de 2010, Hamada anunció que iba a volver a la empresa el 11 de abril para las grabaciones de los volúmenes 31 y 32, En el Tomo 31 derrotó a Daizee Haze y en el volumen 32 fue derrotada en el evento principal por Cheerleader Melissa. Hamada volvió a brillar el 11 de septiembre de 2010, derrotando a Tomoka Nakagawa en una lucha grabada para el Volumen 33. Más tarde ese día en el volumen 34 fue derrotada por Jessie McKay en un partido de tres vías, que También incluyó a Sara Del Rey.
Al día siguiente, Hamada derrotó a Shimmer Tag Team Champion Nicole Matthews en el Volumen 35, y luego participó en una etiqueta de la eliminación, equipo de partido en el Volumen 36, donde ella, Ayumi Kurihara, Cheerleader Melissa y Serena Deeb derrotó a Daizee Haze, Eagles Madison, Sara Del Rey y Tomoka Nakagawa.
El 1 de octubre, en las grabaciones del Volumen 41, ella y Ayumi Kurihara derrotaron a Daizee Haze & Tomoka Nakagawa, ganando el Campeonato en Parejas de Shimmer. Hicieron su primera defensa exitosa ese mismo día en las grabaciones del Volumen 42, derrotando a Knight Dynasty (Britani & Saraya Knight). Al día siguiente, tuvieron dos defensas más, derrotando a los equipos de Madison Eagles & Sara Del Rey y the Canadian NINJAs (Nicole Matthews & Portia Pérez).
Tuvieron su cuarta defensa en el evento en Tokio Joshi 4 Hope el 22 de febrero de 2012, derrotando a Hiroyo Matsumoto & Misaki Ohata. Esta fue la primera vez que el título era defendido fuera de América del Norte. Hamada regresó a Shimmer el 17 de marzo, defendiendo el título ante Regeneration X (Allison Danger & Leva Bates) en el Volumen 45. Su sexta defensa tuvo lugar el mismo día en el Volumen 46 ante Hailey Hatred & Kalamity. Al día siguiente, en Volumen 47, tuvieron su última defensa ante Leon & Ray. Ese mismo día, en Volumen 48 perdieron el título ante Courtney Rush & Sara Del Rey en un combate donde también participaron The Canadian NINJAs y Regeneration X.

### Jersey All Pro Wrestling (2010)
El 9 de enero de 2010, Hamada hizo su debut en el New Jersey All Pro Wrestling de la División de la Mujer en un partido, donde derrotó a Rachel Summerlyn. Más tarde en la noche desafió a Sara Del Rey a un combate por el campeonato de Women's Championship y Del Rey accedió a dar la cara en cualquier momento y en cualquier lugar.

### Lucha Libre AAA Worldwide (2017)
Hamada hizo regresó a la AAA después de 9 años de ausencia, apareció en Rey de Reyes venciendo a Taya coronándose cómo Campeona de Reina de Reinas donde le puso fin al reinado más largo de 2 años y medio.
En 21 de abril, Ayako perdió su campeonato contra Taya en una revancha titular donde ella recuperó su título.
El 26 de agosto en Triplemanía XXV, Hamada  hizo su regresó en una lucha por el Reina de Reinas ante Lady Shani, Rosemary en la cual retuvo Sexy Star.

### Regreso al circuito independiente (2019-presente)
Después de un año, Hamada salió de su retiro en julio de 2019. Su primera lucha fue el 21 de julio para Pro Wrestling México, haciendo equipo con Chik Tormenta, derrotando a Taya Valkyrie y Star Fire.

## Vida personal
Hamada habla con fluidez el japonés y el español.

### Sentencia de prisión suspendida
Hamada fue arrestado el 13 de mayo de 2018 por posesión de metanfetamina. Su arresto resultó en que Pro Wrestling Wave cancelara su contrato y Sendai Girls' Pro Wrestling la despojara del Campeonato Mundial Sendai Girls. El 18 de julio de 2018, recibió una sentencia de prisión de 18 meses, suspendida por tres años. El mismo día, Hamada anunció su retiro de la lucha libre profesional, con la esperanza de encontrar trabajo como intérprete.

## En lucha
- Movimientos finales
  - AP Cruz (Diving moonsault)

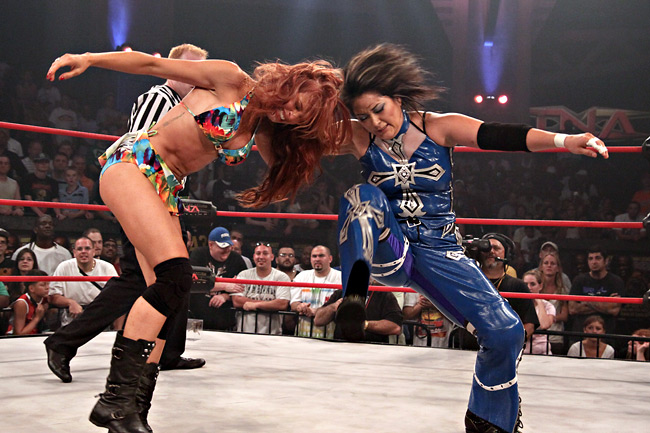
Hamada aplicando un headbutt en Christy Hemme

  - Hamada Slam (Scoop slam piledriver)

- Movimientos de Firma
  - AmadaCanrrana/AMCn (Hurricanrana)
  - Snap suplex
  - Double axe handle
  - Neck snap
  - Senton
  - Dropkick
  - Tilt-a-whirl backbreaker
  - Drop toehold
  - Headbutt
  - Diving cross body

## Campeonatos y logros
- All Japan Women's Pro-Wrestling

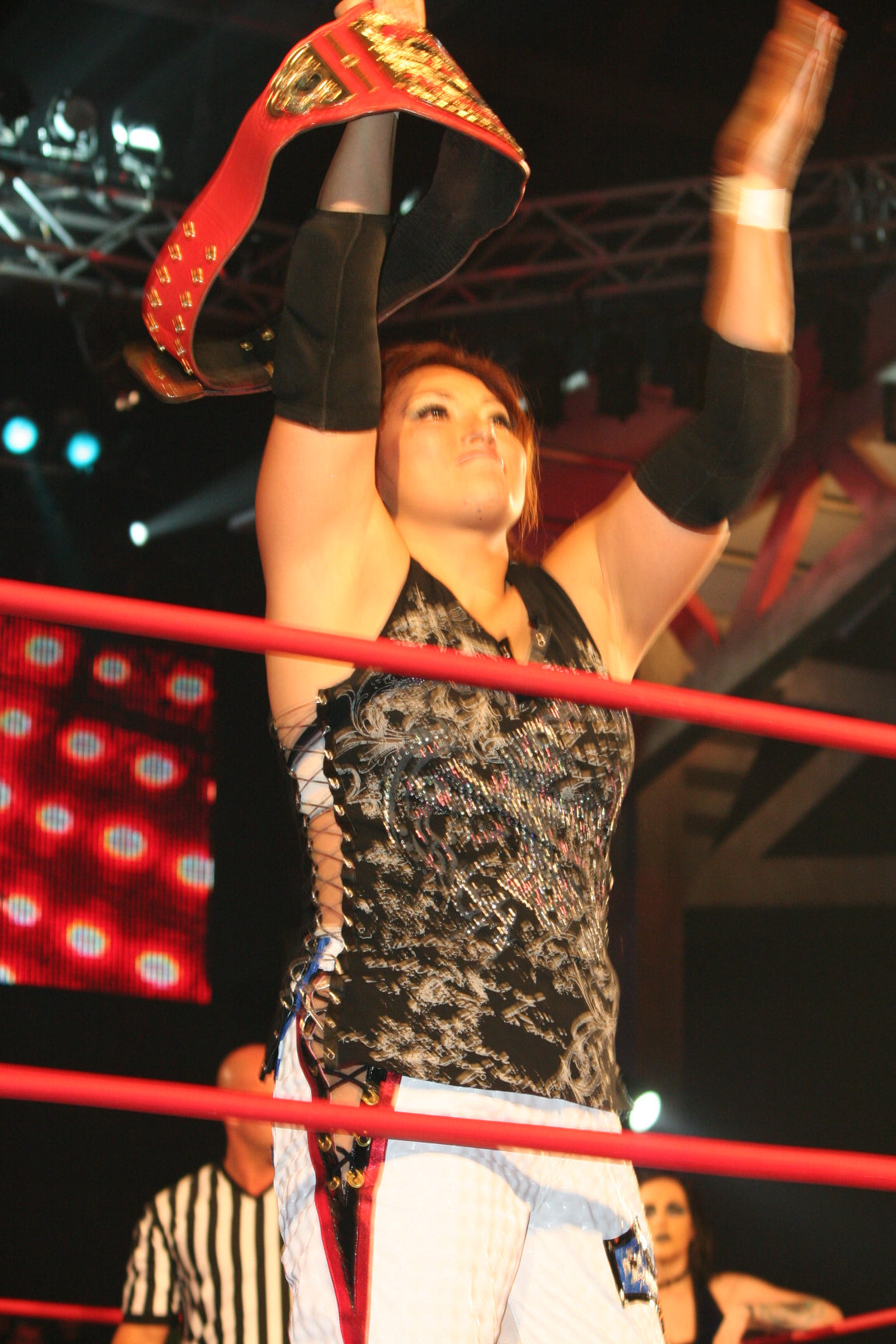
Hamada como Campeona Knockout en Parejas de TNA.

  - WWWA World Heavyweight Championship (2 veces)
  - WWWA World Tag Team Championship (1 vez) - con Nanae Takahashi
- ARSION
  - Twinstar of ARSION (2 veces) – con Mika Akino (1), y Michiko Omukai (1)
  - Skyhigh of ARSION (1 vez)
  - QUEEN of ARSION (1 vez)
  - PMIX Grand Prix (2000) – con Gran Hamada
- Asistencia Asesoría y Administración
  - Campeonato Reina de Reinas de AAA (1 vez)
- GAEA Japan
  - AAAW Singles Championship (1 vez)
  - AAAW Tag Team Championship (1 vez) – con Meiko Satomura
- International Wrestling Revolution Group
  - IWRG Intercontinental Women's Championship (1 vez)
- NEO Japan
  - NEO Japan Tag Team Championship (1 vez) – con Kaoru
- Pro Wrestling Wave
  - Dual Shock Wave (2013) – with Yuu Yamagata[8]
- Sendai Girls' Pro Wrestling
  - Battlefield War Tournament (2007)[9]
- Shimmer Women Athletes
  - Shimmer Tag Team Championship (1 vez) – con Ayumi Kurihara[1]
- Tokyo Sports Grand Prix
  - Women's Award (2003)
- Total Nonstop Action Wrestling
  - TNA Knockout Tag Team Championship (2 veces) – con Awesome Kong (1) y Taylor Wilde (1)
- Universal Wrestling Association
  - UWA World Women's Championship (1 vez)
- World Wrestling Association
  - WWA World Women's Championship (1 vez)
- Pro Wrestling Illustrated
  - Situada en el Nº18 en el PWI Female 50 en 2011.[10]